# The Penguin Guide to Jazz
The Penguin Guide to Jazz ist ein Musikführer, der erstmals 1992 vom Verlag Penguin Books in London herausgegeben wurde. Er will einen umfassenden Überblick über das Gesamtgebiet der Jazz-CDs vermitteln.

## Geschichte
Der Penguin Guide to Jazz wurde erstmals 1992 in Großbritannien bei Penguin Books von den britischen Musikjournalisten Richard Cook und Brian Morton herausgegeben. Die bislang letzte Ausgabe (10. Auflage) erschien im Dezember 2010. Das Nachschlagewerk bietet eine Übersicht über alle zum Stand der Auflage im europäischen und US-amerikanischen Handel erhältlichen CDs des Jazz. Das Cover der achten Auflage des Penguin Guide to Jazz erschien mit einer Fotografie des Schlagzeugers Philly Joe Jones von Francis Wolff aus dem Jahr 1959.
Nach der ersten Ausgabe 1992 wurde seitdem im Abstand von zwei Jahren eine Neuauflage veröffentlicht; jede neue Edition enthält neue Einträge von Neu- bzw. Wiederveröffentlichungen, vergriffene CDs werden allerdings regelmäßig gelöscht. Die achte Auflage, erschienen 2006, umfasste zweitausend neue Einträge. Während die siebte Auflage noch den Titel The Penguin Guide of Jazz on CD trug, wurde bedingt durch die Entwicklung der Tonträger die jüngste Auflage The Penguin Guide to Jazz Recordings benannt (ISBN 0-14-102327-9).

## Aufbau und Inhalt
Der Band (6. Auflage) enthält auf X und 1730 Seiten einen Einleitungsteil, den Lexikonteil und ein Glossar.
Der Einleitungsteil (S. I–X) beinhaltet kurze Kommentare zu vorangegangenen Auflagen, Kurzbiographien der Herausgeber, eine Einführung zum Jazz auf Tonträgern, eine Erklärung zum Bewertungssystem der Sterne und zu Kriterien wie Aufnahmequalität, Preis und Spieldauer.
Im Hauptteil sind die Künstler in alphabetischer Reihenfolge gelistet. Der jeweilige Eintrag beginnt mit einer kurzen biographischen Einleitung, bevor eine ausführliche Auflistung der erhältlichen Aufnahmen beginnt. Jede Compact Disc wird mit einer Bewertung bis zu vier Sternen versehen, nennt Details zum Label und die jeweilige Katalognummer, die Musiker, die an dem Album mitwirkten, sowie Monat und Jahr der Aufnahme. Anschließend wird in unterschiedlicher Länge das Album in einem Einzelabschnitt oder zusammengefasst mehrere Alben des Künstlers besprochen. Die Bewertungen reichen von **** (eine großartige Platte, die dauerhaft Vergnügen bereitet und in keiner umfassenden Sammlung fehlen sollte) über **(*) (enthält Dinge von Belang; die Bewunderer des Künstlers werden es genießen, aber eine Anzahl von Nachteilen spricht dagegen) bis hin zu dem kritischen Urteil * (eine absolute Schande, wer auch immer dafür verantwortlich ist). In sehr wenigen Fällen, die die Autoren betonen, vergeben sie ein besonderes Zeichen der Auszeichnung in Form einer Krone. Es zeigt Alben an, für die sie eine ganz persönliche Bewunderung zeigen wie u. a. die Alben Spiritual Unity von Albert Ayler, The Black Saint and the Sinner Lady von Charles Mingus, Count Basies The Original American Decca Recordings, Machine Gun von Peter Brötzmann, Charlie Parkers Dial Recordings und Kind of Blue von Miles Davis, und die sie für „essentielle“ Alben einer Jazz-CD-Collection halten. In der achten Auflage (2006) kennzeichneten die Autoren zudem 200 herausragende Alben als Grundstock einer Sammlung, die die maßgeblichen Bereiche des Jazz abdeckt, die Core Collection.
Bootlegs und Ausgaben von zweifelhafter Provenienz sowie „Limited Editions“ wie von Mosaic Records wurden nicht aufgenommen. Ebenso fehlen die so genannten Various Artists Kompilationen, die noch in der ersten Ausgabe aufgenommen worden waren.